# Минимални приход у Србији
Минимални приход у Србији или Минимална зарада у Србији — је најнижа месечна и сатна надница коју послодавци имају законски да плаћају својим запосленима у Србији. О томе одлучује српска влада. 
У периоду примене Закона о радним односима („Сл. гласник РС", бр. 55/96, 28/2001 и 43/2001 - други закон), од 08.01.1997. до 21.12.2001. године, минимална зарада је била утврђена у износу од „35% од просечне зараде у привреди Републике, према последњем објављеном податку републичког органа надлежног за послове статистике“. Законом о раду („Сл. гласник РС“ бр. 70/01 и 73/01) који је на снази био у периоду од 21.12.2001. године до 23.03.2005. године, било је предвиђено да минималну зараду утврђују споразумно Влада Републике Србије, репрезентативни синдикат и репрезентативно удружење послодаваца, организовани за територију Републике Србије, у складу са законом. У складу са чланом 112. Закона о раду („Сл.гласник РС“ бр. 24/05 и 61/05), утврђена је надлежност Социјално-економског савета Републике Србије за утврђивање висине минималне зараде, уз обавезу да се нарочито узму у обзир следећи параметри – трошкови живота, кретање просечне зараде у Републици Србији, егзистенцијалне и социјалне потребе запосленог и његове породице, стопа незапослености, кретање запослености на тржишту рада и општи нива економске развијености Републике Србије. Законом је предвиђено да се минимална зарада утврђује по радном часу, за период од најмање шест месеци. Од 1. јануара 2019. године, минимална зарада у Србији, у зависности од месеца, износи између 33306.70 дин. до 38623,68 дин. (од €281,65 до €326,62 бруто), од 24848 дин. до 28575.20 дин. (од €210,12 до €241,64 нето) мјесечно.

## Историја
| Минимални приход        | Минимални приход                | Минимални приход |
| Датум                   | Минимални нето приход (по сату) | Закон            |
| ----------------------- | ------------------------------- | ---------------- |
| 01.01.2002 - 01.06.2002 | 18.46 дин.                      |                  |
| 01.07.2002 - 31.12.2002 | 22.50 дин.                      |                  |
| 01.01.2003 - 01.06.2003 | 25.00 дин.                      |                  |
| 01.07.2003 - 31.12.2003 | 27.00 дин.                      |                  |
| 01.01.2004 - 01.06.2004 | 31.00 дин.                      |                  |
| 01.07.2004 - 31.12.2004 | 35.00 дин.                      |                  |
| 01.01.2005 - 01.06.2005 | 38.50 дин.                      |                  |
| 01.07.2005 - 31.12.2005 | 41.00 дин.                      |                  |
| 01.01.2006 - 01.06.2006 | 46.00 дин.                      |                  |
| 01.07.2006 - 31.12.2006 | 55.00 дин.                      |                  |
| 01.01.2007 - 01.06.2007 | 63.50 дин.                      |                  |
| 01.07.2007 - 31.12.2007 | 70.00 дин.                      |                  |
| 01.01.2008 - 01.06.2008 | 78.00 дин.                      |                  |
| 01.07.2008 - 31.12.2008 | 87.00 дин.                      |                  |
| 01.01.2009 - 01.06.2009 | 87.00 дин.                      |                  |
| 01.07.2009 - 31.12.2009 | 90.00 дин.                      |                  |
| 01.01.2005 - 01.06.2010 | 90.00 дин.                      |                  |
| 01.07.2010 - 01.10.2010 | 95.00 дин.                      |                  |
| 01.11.2010 - 31.12.2010 | 95.00 дин.                      |                  |
| 01.01.2011 - 01.05.2011 | 102.00 дин.                     |                  |
| 01.06.2011 - 31.12.2011 | 102.00 дин.                     |                  |
| 01.01.2012 - 01.03.2012 | 102.00 дин.                     |                  |
| 01.04.2012 - 31.12.2012 | 115.00 дин.                     |                  |
| 01.01.2013 - 31.12.2013 | 115.00 дин.                     |                  |
| 01.01.2014 - 31.12.2014 | 115.00 дин.                     |                  |
| 01.01.2015 - 31.12.2015 | 121.00 дин.                     |                  |
| 01.01.2016 - 31.12.2016 | 121.00 дин.                     |                  |
| 01.01.2017 - 31.12.2017 | 130.00 дин.                     |                  |
| 01.01.2018 - 31.12.2018 | 143.00 дин.                     |                  |
| 01.01.2019 - 31.12.2019 | 155.30 дин.                     |                  |
| 01.01.2020 - 31.12.2020 | 172.54 дин.                     |                  |